# Otra Calle
Otra Calle é o primeiro álbum solista de Fata Delgado, líder do grupo Los Fatales. O primeiro single do álbum foi Lola, lançado em abril de 2016. O segundo single foi Cada Vez Que Te Veo, lançado em novembro.

## Faixas[6]
| N.º | Título                     | Duração |  |
| 1.  | "Lola"                     | 3:19    |  |
| 2.  | "Mueve Tu Cuerpo"          | 3:45    |  |
| 3.  | "Cada Vez Que Te Veo"      | 3:26    |  |
| 4.  | "Lo Mejor"                 | 3:33    |  |
| 5.  | "Ya Se Va a Dar"           | 4:14    |  |
| 6.  | "Alcoyana Alcoyana"        | 3:00    |  |
| 7.  | "El Malón"                 | 3:34    |  |
| 8.  | "Otra Calle"               | 2:48    |  |
| 9.  | "Ritmo Tribal"             | 3:21    |  |
| 10. | "Es para Ti"               | 3:21    |  |
| 11. | "Sin Misterio"             | 4:34    |  |
| 12. | "Cuando Estoy Con Vos"     | 3:47    |  |
| 13. | "Lola (Yorugua Remix)"     | 3:05    |  |
| 14. | "Lo Mejor (Yorugua Remix)" | 3:23    |  |
| 15. | "Si Ud. Quiere"            | 3:45    |  |